# حلبة نوربورغرينغ

مسار حلبة نوربورغرينغ

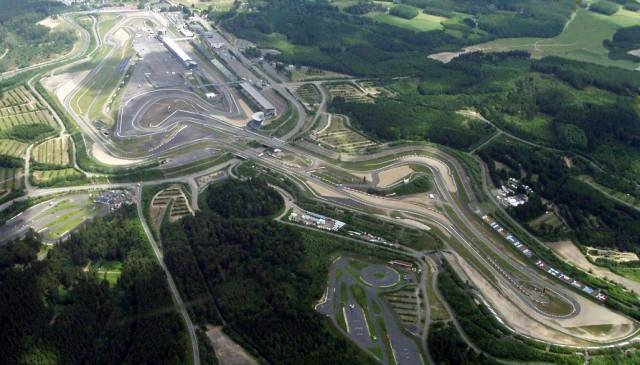
صورة جوية لحلبة نوربورغرينغ

حلبة نوربورغرينغ هي حلبة لسباق السيارات بالقرب من بلدة نوربورغ في ولاية راينلاند بالاتينات الألمانية، وتستضيف سباق الجائزة الكبرى الألماني للفورمولا واحد إضافة إلى عدد آخر من مسابقات رياضة السيارات والرياضات آلية.
مسار سباق الجائزة الكبرى الحديث أنجز في عام 1984، وأما الحلبة القديمة في شمال المسار أطول بكثير بنيت في العشرينات من القرن حول جميع القرية والقلعة نوربورينغ في جبال ايفيل. وتقع حوالي 70 كيلومترا (43 ميلا) إلى الجنوب من كولونيا، و 120 كيلومترا (75 ميلا) إلى الشمال الغربي من مدينة فرانكفورت.
مسار الحلبة يتكون من أربعة تشكيلات :المسار الإجمالي بطول 28.265 كلم (17,563 ميل)، والذي بدوره يتكون من 22.810 كلم (14.173 مي) ("المسار الشمالي ")، والمسار الجنوبي ويبلغ طوله 7.747 (4.814 ميل). كان هناك أيضا حلقة الإحماء بطول 2.281 كم حول منطقة الصيانة. عامي 1982 و 1983 تم هدم منطقة النهاية لإنشاء حلبة السباق الجديدة، ويستخدم حالياً لجميع الأحداث الكبرى والسباقات الدولية. ومع ذلك، فإن جزء قصير من المسار الشمالي قيد الاستخدام لإجراء الاختبارات وبعض السباقات ولاستخدام عامة الجمهور.

## أعلام
- هربرت مولر
- غيرهارد ميتر
- ثيودور فايسنبرغر